# İstanbul Cuma Ligi 1915/16

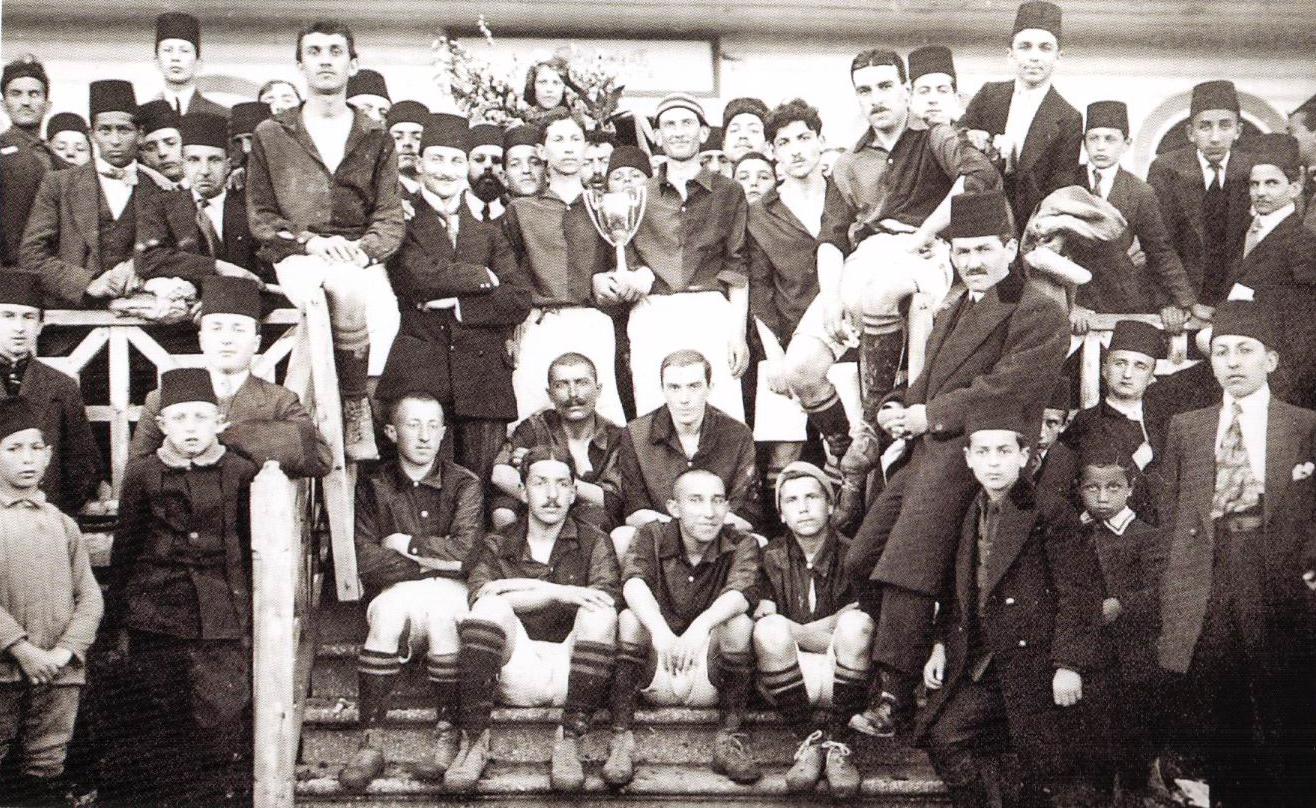
Galatasaray Istanbul in der Saison 1915/16.

Die İstanbul Cuma Ligi 1915/16 war die erste ausgetragene Saison der İstanbul Cuma Ligi. Meister wurde zum ersten Mal Galatasaray Istanbul.
Neben Galatasaray nahmen an der İstanbul Cuma Ligi Fenerbahçe Istanbul, Anadolu, Altınordu İdman Yurdu, Anadolu Hisarı İdman Yurdu und Süleymaniye teil.

## Statistiken

### Abschlusstabelle
Punktesystem
Sieg: 3 Punkte, Unentschieden: 2 Punkte, Niederlage: 1 Punkt
| Pl. | Verein                     | Sp. | S | U | N | Tore    | Diff. | Punkte |
| --- | -------------------------- | --- | - | - | - | ------- | ----- | ------ |
| 1.  | Galatasaray Istanbul       | 10  | 7 | 2 | 1 | 031:120 | +19   | 26     |
| 2.  | Fenerbahçe Istanbul        | 10  | 6 | 2 | 2 | 036:100 | +26   | 24     |
| 3.  | Anadolu                    | 7   | 2 | 2 | 3 | 007:130 | −6    | 13     |
| 4.  | Süleymaniye                | 7   | 3 | 0 | 4 | 015:280 | −13   | 13     |
| 5.  | Altınordu İdman Yurdu      | 8   | 2 | 0 | 6 | 009:210 | −12   | 12     |
| 6.  | Anadolu Hisarı İdman Yurdu | 8   | 2 | 0 | 6 | 006:200 | −14   | 12     |

## Kreuztabelle
Die Kreuztabelle stellt die Ergebnisse aller Spiele dieser Saison dar. Die Heimmannschaft ist in der linken Spalte, die Gastmannschaft in der oberen Zeile aufgelistet.
| 1915/16                   | Galatasaray Istanbul | Fenerbahçe Istanbul | ANA | SUM | ALY | AIY |
| ------------------------- | -------------------- | ------------------- | --- | --- | --- | --- |
| Galatasaray Istanbul      |                      | 2:2                 | 1:1 | 3:2 | 5:0 | 3:0 |
| Fenerbahçe Istanbul       | 3:1                  |                     | 1:1 | 4:1 | 3:1 | 6:0 |
| Anadolu                   | 0:4                  | 2:1                 |     | 2:3 | :   | 1:0 |
| Süleymaniye               | 2:5                  | 0:12                | :   |     | :   | :   |
| Altınordu İdman Yurdu     | 0:2                  | 2:1                 | 3:0 | 2:6 |     | 1:3 |
| Anadoluhisarı İdman Yurdu | 2:5                  | 0:3                 | :   | 0:1 | 1:0 |     |